# 伍方
伍方（1426年—？），字公矩，浙江嘉興府嘉興縣人，軍籍，明朝政治人物。進士出身。

## 生平
浙江鄉試第五十九名。景泰五年（1454年）甲戌科會試第三百四十一名，殿試登進士第二甲第五十七名。曾祖伍文昭。祖父伍剛中。父伍瓛。